# Grossa di Felisio
Grossa di Felisio es una variedad cultivar de ciruelo (Prunus domestica), de las denominadas ciruelas europeas.
Una variedad de ciruela obtenida por el cruce de  'President' x 'Emily'.
Las frutas tienen un tamaño grande a muy grande, color base de la piel púrpura oscuro, algunos puntos pequeños, y pulpa de color amarillo verdoso, textura medianamente firme, poco jugosa, con un sabor bastante insípido, poco rico, usos culinarios y en confitería.

## Sinonimia
- "Susino Grossa di Felisio",
- "Prugna Grossa di Felisio",
- "Švestka Empress",
- "Císařovna Balkánu",
- "Emperatriz de los Balcanes".

## Historia
'Grossa di Felisio' variedad de ciruela, de origen italiano, obtenida por el cruce de 'President' como "Parental Madre" x el polen de 'Emily' como "Parental Padre".

## Características
'Grossa di Felisio' árbol cuyo crecimiento es vigoroso, la fertilidad entra en fecundidad más lentamente y no es siempre constante (está sujeta a una fertilidad alternante). Se puede cultivar en todas las zonas adecuadas para el cultivo del ciruelo.  La variedad es de polinización cruzada, por lo que necesita polinizadores, siendo los más adecuados: 'Stanley', 'Čačanská Lepotica', 'Bluefree', 'Valor' o 'President'. Flor blanca, que tiene un tiempo de floración que comienza a partir del 17 de abril con el 10% de floración, para el 20 de abril tiene una floración completa (80%), y para el 1 de mayo tiene un 90% de caída de pétalos.
'Grossa di Felisio'  tiene una talla de tamaño grande a muy grande (peso promedio 60 a 87g), de forma elíptica, son simétricos en visión ventral, no presentan pubescencia ni depresión en el ápice, sutura línea, hacia el extremo del pistilo es poco profunda; epidermis tiene una piel fina, suave, cubierta con espesa pruina blanquecina, siendo el color base de la piel púrpura oscuro, algunos puntos pequeños; pedúnculo de longitud mediano (largo promedio 12.26 mm), algo curvo, pubescente, bien adherido al fruto con la cavidad del pedúnculo estrecha y apenas pronunciada; pulpa de color amarilla, son sabrosos y con buena textura.
Hueso semi libre, tiene una forma elíptica estrecha, desarrollo de cáscara débil.
Su tiempo de recogida de cosecha es medio, su maduración en la segunda quincena de agosto hasta principios de septiembre. Maduran unos 5 días después que la variedad 'Stanley' y el tamaño de los frutos es ligeramente mayor que el de la variedad ‘President’. Buena transportabilidad y almacenabilidad.

## Usos
Debido a su sabor y textura es una ciruela fresca de postre, y una excelente variedad culinaria.